# Amurta bimaculata
Amurta bimaculata är en insektsart som beskrevs av Zhang och Huang 2005. Amurta bimaculata ingår i släktet Amurta och familjen dvärgstritar. Inga underarter finns listade i Catalogue of Life.